# Coupe du Ghana de football
La Coupe du Ghana de football est une compétition de football créée en 1958. Interrompue pendant 9 ans, la fédération annonce qu'elle fait son retour lors de la saison 2010-2011,.

## Palmarès
Le palmarès de la Coupe du Ghana.
| Édition   | Vainqueur                            | Score                                | Finaliste |
| --------- | ------------------------------------ | ------------------------------------ | --- |
| 1958      | Asante Kotoko SC                     |                                      | Hearts of Oak (Accra) |
| 1959      | Cornerstones Kumasi                  |                                      | Great Ashanti |
| 1960      | Asante Kotoko SC                     |                                      | Hearts of Oak (Accra) |
| 1961-1962 | Real Republicans Accra               |                                      | Asante Kotoko SC |
| 1962-1963 | Real Republicans Accra               |                                      | Cornerstones Kumasi |
| 1963-1964 | Real Republicans Accra               |                                      | Great Ashanti |
| 1965      | Real Republicans Accra               | Non jouée                            | Cornerstones Kumasi |
| 1966      | Compétition abandonnée               | Compétition abandonnée               | Compétition abandonnée |
| 1967      | Non disputée                         | Non disputée                         | Non disputée |
| 1968      | Mysterious Dwarfs                    |                                      | Mighty Eagles Ho |
| 1969-1970 | Non disputée                         | Non disputée                         | Non disputée |
| 1970-1971 | Abandonnée au stade des demi-finales | Abandonnée au stade des demi-finales | Abandonnée au stade des demi-finales |
| 1973      | Hearts of Oak                        |                                      | Akotex (Akosombo) |
| 1974      | Hearts of Oak                        |                                      | All Blacks FC |
| 1975      | Great Olympics                       |                                      | Brong Ahofu United |
| 1976      | Asante Kotoko SC                     |                                      | Eleven Wise |
| 1978      | Asante Kotoko SC                     |                                      | Gold Stars (Tarkwa) |
| 1979      | Hearts of Oak                        |                                      | Eleven Wise |
| 1981      | Hearts of Oak                        |                                      | Real Tamale United |
| 1982      | Eleven Wise                          |                                      | Sekondi Hasaacas |
| 1983      | Great Olympics                       |                                      | Bofoakwa Tano FC |
| 1984      | Asante Kotoko SC                     | 1-0                                  | Ashanti Gold SC |
| 1985      | Sekondi Hasaacas                     |                                      | Asante Kotoko SC |
| 1986      | Okwahu United                        |                                      | Real Tamale United |
| 1989      | Hearts of Oak                        |                                      | Cornerstones Kumasi |
| 1990      | Hearts of Oak                        |                                      | Asante Kotoko SCAsanta Kotoko gagne la finale 4-2, mais Hearts of Oak porte réclamation pour l'utilisation d'un joueur non autorisé, Hearts of Oak sera crédité du titre de vainqueur de la Coupe |
| 1992      | Voradep FC                           | 2-2 (3-2 TAB)                        | Neoplan Star |
| 1993      | Ashanti Gold SC                      | 4-3                                  | Mysterious Dwarfs |
| 1994      | Hearts of Oak                        | 2-1                                  | Mysterious Dwarfs |
| 1995      | Great Olympics                       |                                      | Hearts of Oak |
| 1996      | Hearts of Oak                        | 1-0                                  | Ghapoha Readers |
| 1997      | Ghapoha Readers                      | 1-0                                  | Okwahu United |
| 1998      | Asante Kotoko SC                     | 1-0                                  | Real Tamale United |
| 1999      | Hearts of Oak                        | 3-1                                  | Great Olympics |
| 2000      | Hearts of Oak                        | 2-0                                  | Okwahu United |
| 2001      | Asante Kotoko SC                     | 1-0                                  | King Faisal Babies |
| 2002-2010 | Non disputée                         | Non disputée                         | Non disputée |
| 2011      | FC Nania                             | 1-0                                  | Asante Kotoko SC |
| 2012      | New Edubiase United                  | 1-0                                  | Ashanti Gold SC |
| 2013      | Medeama SC                           | 1-0                                  | Asante Kotoko SC |
| 2014      | Asante Kotoko SC                     | 2-1 ap                               | Inter Allies |
| 2015      | Medeama SC                           | 2-1                                  | Asante Kotoko SC |
| 2016      | Bechem United                        | 2-1                                  | Okwahu United |
| 2017      | Asante Kotoko SC                     | 3-1                                  | Hearts of Oak |
| 2018      | Compétition abandonnée               | Compétition abandonnée               | Compétition abandonnée |
| 2019      | non jouée                            | non jouée                            | non jouée |
| 2020      | Compétition abandonnée               | Compétition abandonnée               | Compétition abandonnée |
| 2021      | Hearts of Oak                        | 0-0 (8-7 t. a. b.)                   | Ashanti Gold SC |
| 2022      | Hearts of Oak                        | 2-1                                  | Bechem United |
| 2023      | Dreams FC                            | 2-0                                  | King Faisal Babies |
| 2024      | Nsoatreman FC                        | 1-1 (5-4 t. a. b.)                   | Bofoakwa Tano FC |
| 2025      | Asante Kotoko SC                     | 2-1                                  | Golden Kick |